# Rosario Candela
Pour les articles homonymes, voir Candela (homonymie).
Rosario Candela, né le 7 mars 1890 et mort le 3 octobre 1953, est un architecte américain d'origine sicilienne connu pour avoir conçu un certain nombre de bâtiments de la ville de New York.